# 黒瀬琢郎
黒瀬 琢郎（くろせ たくろう、1890年〈明治23年〉5月5日 - 1941年〈昭和16年〉1月17日）は、香川県多額納税者、地主。

## 人物
香川県丸亀市出身。黒瀬與重郎の長男。1913年、第六高等学校卒業。1917年、東京帝国大学法科大学経済学科卒業。1926年、父退隠の後を承け、家督を相続する。
貴族院多額納税者議員選挙の互選資格を有する。宗教は浄土宗。住所は丸亀市通町。

## 家族・親族
黒瀬家
- 父・與重郎[3]（1854年 - 1931年、地主、資産家、香川県多額納税者）
- 母・ウズエ（1867年 - 1956年、岡山、堀和平の二女）[3]
- 妻・賀須子（1901年 - 1994年、徳島、手束平三郎の二女）[3]
- 長男・純郎[8]（資産家[8]、1933年 - 1982年） - 1941年、家督を相続する[8]。宗教は浄土宗[8]。
- 長女[3]

親戚
- 鎌田勝太郎（醤油醸造家、資産家、香川県多額納税者、貴族院議員、衆議院議員）